# 岡しのぶ
岡 しのぶ（おか しのぶ、1976年（昭和51年）12月28日 -  ）は、女流歌人。
北海道恵庭市出身。中学3年の時に旭川市に移住し、旭川工業高等専門学校2年の時から短歌を作り始める。デビューするや、早熟な女流歌人として大きく評価を得た。
卒業後は札幌テレビ放送に入社し、「岡しのぶの明日への伝言板」というラジオ番組のパーソナリティも担当していた。
その後結婚出産などで執筆活動から離れていたが、後に徳長しのぶに名を改め「塔」短歌会に所属して活動した。

## 略歴
- 1994年（17歳）、短歌現代新人賞佳作に入選。
- 1996年（19歳）、第1歌集「もし君と結ばれなければ」を発表。

## 著書
- もし君と結ばれなければ - 飛びたてぬ十九歳の歌集（1996年、ネスコ/文藝春秋）ISBN 978-4890369270